# Un justicier dans la ville
Pour les articles homonymes, voir Death Wish.
Série Un justicier dans la ville
Un justicier dans la ville 2
(1982)
Pour plus de détails, voir Fiche technique et Distribution.
Un justicier dans la ville (Death Wish) est un film américain réalisé par Michael Winner et sorti en 1974. Il s'agit d'une adaptation cinématographique du roman Death Wish de Brian Garfield.
Le film suit Paul Kersey qui est un homme tranquille travaillant dans un cabinet d'architectes et vivant à New York avec son épouse, Joanna, et sa fille, Carol. Ancien objecteur de conscience pendant la guerre de Corée, Paul est pacifiste et a horreur de la violence et des armes à feu. Après avoir passé des vacances à Hawaï avec sa femme, Joanna, il reprend le travail. Mais quelques jours plus tard, son gendre l'appelle pour l'informer que sa femme et sa fille Carol ont été hospitalisées d'urgence. Elles ont été violemment agressées chez elles par une bande de voyous. Joanna décède des suites de ses blessures à l’hôpital. Carol s'en sort mais reste profondément perturbée. Paul devient alors un homme brisé, noyant son chagrin dans son travail. Il sait que les agresseurs ne seront jamais retrouvés, car la ville subit alors une vague de criminalité sans précédent. De plus, la police ne dispose que de très peu d'éléments, car Carol n'est pas en état de coopérer avec les enquêteurs et elle refuse de décrire ses agresseurs.
C'est le premier volet d'une série de films avec Charles Bronson en vedette.

## Synopsis
Paul Kersey est un architecte réputé vivant à Manhattan avec sa femme, Joanna. De retour de vacances à Hawaï, Paul se rend à son cabinet pendant que Joanna et Carol, leur fille (mariée à Jack Toby) font leurs courses dans un supermarché. Trois voyous les observent et les suivent jusqu'à l'appartement des Kersey. Se faisant passer pour des livreurs du magasin, les trois voyous les agressent avant de prendre la fuite. Prévenu par Jack, Paul se rend à l'hôpital où il apprend que Joanna est morte de ses blessures et que sa fille est dans un état inquiétant. 
Après l'enterrement de sa femme, Paul est agressé par un homme qu'il met en fuite avec une arme improvisée. Pour lui faire changer d'air, son patron l'envoie en Arizona pour rencontrer Ames Jainchill, un client, qui cherche à développer un complexe résidentiel. Les deux hommes s'entendent bien et un soir, Ames invite Paul à son club de tir. Ames est impressionné par les compétences de Paul qui lui explique avoir été un ancien objecteur de conscience pendant la Guerre de Corée et qu'il servait dans une unité médicale. Il a appris à manier les armes à feu avec son père, chasseur, qui fut tué par erreur par un autre chasseur. À la suite de cet accident, sa mère lui fit jurer de ne plus toucher à une arme. Sa mission terminée, Paul retourne à New York. Juste avant l'embarquement, Ames lui remet un cadeau pour leur fructueuse collaboration.
De retour à Manhattan, Jack apprend à Paul que l'état de Carol a empiré et qu'elle est maintenant dans un état catatonique. Quelques jours plus tard, décision est prise de l'interner dans un hôpital psychiatrique. Chez lui, Paul déballe son cadeau qui s'avère être un revolver et des munitions. La nuit venue, Paul se promène et tue un homme qui cherchait à l'agresser. Choqué par ce qu'il a fait, Paul retourne chez lui et vomit. La nuit suivante, Paul tue trois hommes qui en attaquaient un autre. Bientôt, Paul sort quotidiennement en quête de criminels qu'il attire en se faisant passer pour une victime potentielle ou en aidant des gens qui se faisaient agresser. 
L'inspecteur Frank Ochoa est chargé de résoudre les meurtres que les médias attribuent à celui qu'ils surnomment « Le Justicier ». L'enquête progresse vite et Paul est rapidement suspecté mais le Procureur et le Commissaire de New York demandent à Ochoa de ne pas l'arrêter. Les actions de Paul ont, en effet, fait chuter drastiquement la criminalité. Les hommes de l’État ont peur que si l'information était rendue publique, d'autres citoyens décident de rendre la justice eux-mêmes et que Paul soit considéré comme un martyr. Ordre est demandé à Ochoa de « lui faire peur » pour l'obliger à quitter la ville.
Une nuit, Paul est attaqué et blessé par trois hommes qu'il tue. L'un d'eux prend la fuite et Paul le suit jusqu'à un entrepôt où il le défie en duel. Ayant perdu trop de sang, Paul s'effondre et l'homme prend la fuite. Un policier découvre l'arme de Paul et Ochoa lui demande de ne pas la mentionner dans son rapport. À l'hôpital, Ochoa propose à Paul qu'il quitte la ville en échange de son revolver. Paul accepte et est considéré comme une autre victime par la presse. 
Transféré à Chicago par sa société, Paul arrive à la gare où il voit une jeune femme se faire harceler par une bande. Paul l'aide à ramasser ses paquets pendant que les hommes s'éloignent en les insultant. Paul sourit et fait semblant de leur tirer dessus.

## Fiche technique
- Titre original : Death Wish
- Titre français : Un justicier dans la ville
- Réalisation : Michael Winner
- Scénario : Wendell Mayes, d'après le roman éponyme de Brian Garfield
- Photographie : Arthur J. Ornitz
- Montage : Bernard Gribble
- Musique : Herbie Hancock
- Décors : Robert Gundlach
- Costumes : Joseph G. Aulisi
- Producteurs : Dino De Laurentiis, Hal Landers et Bobby Roberts
- Sociétés de production : Dino De Laurentiis Company, Paramount Pictures (coproduction)
- Société de distribution : Paramount Pictures
- Pays de production :  États-Unis
- Langues originales : anglais, italien, allemand
- Budget : 3 000 000 de dollars[1]
- Format : Couleur (Technicolor) — 35 mm — 1,85:1 — Son : Mono
- Genre : drame, policier, action, rape and revenge
- Durée : 93 minutes (1 h 33)
- Dates de sortie :
  - États-Unis : 24 juillet 1974
  - France : 18 octobre 1974
- Classification :
  - Canada :
    - Québec : 13+
    - Ontario : -R

  - France : -12 (visa d'exploitation no 43272 délivrée le 14 octobre 1974)[2]
  - Royaume-Uni : X (première censure) puis -R
- Affiche : Georges Kerfyser (France)

## Distribution
- Charles Bronson (VF : Claude Bertrand) : Paul Kersey
- Hope Lange (VF : Joëlle Janin) : Joanna Kersey
- Vincent Gardenia (VF : Henri Poirier) : inspecteur Frank Ochoa
- Steven Keats (VF : Michel Bedetti) : Jack Toby
- William Redfield (VF : Yves Barsacq) : Sam Kreutzer
- Stuart Margolin (VF : Maurice Sarfati) : Ames Jainchill
- Stephen Elliott (VF : Michel Gatineau) : le commissaire de Police
- Kathleen Tolan : Carol Toby
- Jack Wallace (VF : Pierre Garin) : Hank
- Fred J. Scollay (VF : Roger Rudel) : District Attorney
- Chris Gampel : Ives
- Robert Kya-Hill (VF : Med Hondo) : l'officier Joe Charles
- Edward Grover : le lieutenant Briggs
- Jeff Goldblum (VF : Dominique Collignon-Maurin) : le premier voyou
- Christopher Logan : le second voyou
- Gregory Rozakis (VF : Gilles Tamiz) : le voyou à la bombe de peinture
- Floyd Levine : le sergent du pont
- Helen Martin (VF : Marie Francey) : Alma Lee Brown, la vieille à l'épingle à chapeau
- Hank Garrett : Andrew McCabe
- Christopher Guest : le patrouilleur Reilly
- Olympia Dukakis : le policier dans le poste de police
- Marcia Jean Kurtz : la réceptionniste
- Sonia Manzano : l'employé d'épicerie (non crédité)
- Starletta DuPois : la femme au commissariat (non crédité)
- Paul Dooley : le policier à l’hôpital (non crédité)
- Tom Hayden : un docteur (non crédité)
- Al Lewis : le gardien dans le hall d’hôtel (non crédité)
- Hector Freeman : l’agresseur battu par Kersey (non crédité)
- Robert Miano et John Herzfeld : les agresseurs en train (non crédité)
- Eric Laneuville et John G. Becher : les agresseurs à la gare du métro (non crédité)
- Damien Leake, Ken Ackles et Lawrence-Hilton Jacobs : les agresseurs dans le parc (non crédité)
- William Bogert : Fred Brown (non crédité)

## Production
Le film est librement adapté du roman Death Wish de Brian Garfield, publié en 1972 aux États-Unis. Le scénariste du film Wendell Mayes a ainsi pris quelques libertés. Tout d'abord, le personnage est Paul Benjamin dans le livre au lieu de Paul Kersey dans le film. De plus, son métier change : de comptable dans le livre à architecte dans le film.
Le tournage se déroule du 18 janvier 1974 à avril 1974.

### Musique
Albums de Herbie Hancock
Thrust
(1974) Man-Child
(1975)
Bandes originales de Un justicier dans la ville
Un justicier dans la ville 2
(1982)
La musique du film est composée par Herbie Hancock.
Liste des titres
1. "Death Wish (Main Title)" - 6:14
2. "Joanna's Theme" - 4:46
3. "Do a Thing" - 2:13
4. "Paint Her Mouth" - 2:17
5. "Rich Country" - 3:46
6. "Suite Revenge: a) Striking Back, b) Riverside Park, c) the Alley" - 9:25
7. "Ochoa Knose" - 2:08
8. "Party People" - 3:33
9. "Fill Your Hand" - 6:16

## Accueil

### Box-office
- Recettes : 
  -  États-Unis ~ 22 000 000 dollars[5]
  -  France ~ 1 561 266 entrées

## Distinctions
- Primé du Golden Screen en Allemagne en 1976
- Nommé aux Grammy Awards de 1975 pour le meilleur album composé pour le cinéma ou la télévision pour Herbie Hancock

## Commentaire
L'un des nombreux films américains sur l'insuffisance de la justice et le recours à la violence pour arrêter la violence. Ce film a suscité la polémique à cause des comportements qu'il met en exergue. Par ailleurs, c'est grâce à ce film que Charles Bronson devint une icône du film d'action.
Ce film marque les débuts de Jeff Goldblum, ici dans le rôle d'un des voyous agressant Joanna et Carol. Le comédien enchaînera dans les quelques années qui suivront les seconds rôles (voire des figurations) au cinéma comme à la télévision avant de connaître enfin la consécration avec La Mouche en 1986.
Le film  À vif  (The Brave One) (Neil Jordan - 2003) en est un décalque où cette fois-ci c'est la femme (incarnée par Jodie Foster) qui réchappe de l'agression où son conjoint a trouvé la mort.

## Saga du justicier
- 1974 : Un justicier dans la ville (Death Wish) de Michael Winner
- 1982 : Un justicier dans la ville 2 (Death Wish 2) de Michael Winner
- 1985 : Le Justicier de New York (Death Wish 3) de Michael Winner
- 1987 : Le justicier braque les dealers (Death Wish 4: The Crackdown) de J. Lee Thompson
- 1994 : Le Justicier : L'Ultime Combat (Death Wish 5: The Face of Death) d'Allan A. Goldstein
- 2018 : Death Wish, remake réalisé par Eli Roth

## Death Sentence
En 1975, Brian Garfield publie le roman Death Sentence, la suite des aventures de Paul Benjamin située quelques mois après les évènements de Death Wish. En 2007, le film Death Sentence s'inspire très librement du roman. Kevin Bacon y incarne le justicier, ici rebaptisé Nick Hume.

## DVD / Blu-ray
- DVD : toutes les éditions sorties ont gardé le montage intégral sans censure, ni coupure.
- France : le film est sorti en DVD Keep Case chez Sony Pictures Home Entertainment le 20 mai 2003. Le ratio écran est en 1.85:1 panoramique 16/9. L'audio est en Français et Anglais 2.0 Dolby Digital Mono. L'édition dispose de sous-titres Français, Anglais, Arabes, Néerlandais, Finnois, Grecs, Norvégiens et Suédois. En bonus des bandes annonces de Bad Boys, I Spy et Double Team. Il s'agit d'un Zone 2 Pal [6].

- États-Unis : le film est sorti en DVD Keep Case chez Paramount Home Entertainment le 2 août 2006. Le ratio est en 1.78:1 panoramique 16/9. L'audio est en Français et Anglais 2.0 Dolby Digital Mono. L'édition dispose de sous-titres Anglais. En bonus une bande annonce originale du film. Il s'agit d'un Zone 1 NTSC[6].

- Allemagne : le film est sorti en DVD Keep Case chez Kinowelt Home Entertainment le 8 août 2016. Le ratio est en 1.85:1 panoramique 16/9. L'audio est en Anglais, Allemand et Espagnol 2.0 Dolby Digital Mono. L'édition dispose de sous-titres Allemands, Portugais, Espagnols et Turques. En bonus la bande annonce originale du film. Il s'agit d'un Zone 2 Pal[6].

- Pays-Bas : le film est sorti en DVD Keep Case chez Dutch Filmworks en 2008. Le ratio est en 1.85:1 panoramique 16/9. L'audio est en Anglais 2.0 Dolby Digital Mono. L'édition dispose de sous-titres Néerlandais. Pas de bonus présents. Il s'agit d'un Zone 2 Pal [7].

- Espagne : le film est sorti en DVD Keep Case chez Universal Pictures en 2009. Le ratio est ne 1.85:1 panoramique 16/9. L'audio est en Espagnol, Anglais et Allemand 2.0 Dolby Digital Mono 2.0. L'édition dispose de sous-titres Allemands, Portugais, Espagnols et Turques. En bonus la bande annonce originale. Il s'agit d'un Zone 2 Pal [8].

- Royaume-Uni : le film est sorti en DVD Keep Case chez Paramount Home Entertainment le 2 août 2006. Le ratio est en 1.78:1 panoramique 16/9. L'audio est en Anglais 2.0 Dolby Digital Mono. L'édition dispose de sous-titres Danois, Néerlandais, Anglais, Finnois, Norvégiens et Suédois. Pas de bonus présents. Il s'agit d'un Zone 2 Pal[8].

- Australie : le film est sorti en DVD Double face Keep Case (Avec le deuxième volet sur la face B) chez Columbia Tri Star Home Entertainment le 8 décembre 2003. Le ratio est en 1.85:1 panoramique 16/9. L'audio est en Anglais, Français, Italien et Espagnol 2.0 Dolby Digital Mono 2.0. L'édition dispose de sous-titres Anglais, Danois, Italiens, Espagnols, Grecs, Arabes, Tchèques, Français, Néerlandais, Finnois, Hindis, Hongrois, Norvégiens, Polonais, Portugais et Suédois. En bonus sur les deux faces les mêmes bandes annonces que l'édition française. Il s'agit d'un Zone 2/4 Pal[8].